# Liow Tiong Lai
Liow Tiong Lai (Jasin, ottobre 1961) è un politico malese. È stato ministro della salute dal 18 marzo 2008 al 5 maggio 2013. Dal 27 giugno 2014 è ministro dei trasporti.